# BFW-1
Die BFW-1 Sperber war ein Flugzeug der Bayerischen Flugzeugwerke (BFW).

## Geschichte
Die Sperber war in ihrer Konstruktion an die Udet U 12b angelehnt. Motorisiert mit einem Siemens-Halske Sh 12 mit 125 PS stellte der ursprünglich als Schulflugzeug entwickelte Zweisitzer die erste Eigenkonstruktion der BFW dar. Das einzige Musterflugzeug, das von diesem Typ gebaut wurde, wurde ab 1927 bei der Deutschen Versuchsanstalt für Luftfahrt (DVL) geflogen (WerkNr. 351, D-1315). Im Februar 1928 wurde das Flugzeug von Alexander von Bismarck gekauft, der diese Maschine im Kunstflug einsetzte. Im Oktober 1929 übernahm Eugen Prinz von Schaumburg-Lippe die zweisitzige Schulmaschine. Bis August 1931 wurde die BFW-1 noch geflogen, ab dann ist ihr Verbleib unbekannt.

## Technische Daten
| Kenngröße             | Daten                                  |
| --------------------- | -------------------------------------- |
| Besatzung             | 1 + 1                                  |
| Länge                 | 7,4 m                                  |
| Spannweite            | 10 m                                   |
| Höhe                  | 2,78 m                                 |
| Flügelfläche          | 26,50 m²                               |
| Leermasse             | 630 kg                                 |
| Startmasse            | 900 kg                                 |
| Höchstgeschwindigkeit | 137 km/h                               |
| Dienstgipfelhöhe      | 3600 m                                 |
| Reichweite            | 400 km                                 |
| Triebwerk             | Siemens & Halske Sh 12, 125 PS (92 kW) |